# 1926 en hockey sur glace
Cette page présente les évènements de l'année 1926 au hockey sur glace.

## Amérique du Nord

### Ligue nationale de hockey
- Les Maroons de Montréal remportent la Coupe Stanley 1926 ;
- Fondation des Black Hawks de Chicago.

## Europe

### Allemagne
- Le Berliner Schlittschuhclub, remporte un 9e titre de champion d'Allemagne[1].

### France
- Coupe Magnus : Chamonix champion de France.

### Suisse
- HC Davos champion de Suisse (Ligue Nationale).

## International
- 18 janvier : la Suisse remporte le championnat d'Europe devant la Tchécoslovaquie.

## Autres évènements

### Fondations de club
- Création de la franchise des Red Wings de Détroit.